# Cortland (Nebraska)
Cortland és una població dels Estats Units a l'estat de Nebraska. Segons el cens del 2000 tenia 488 habitants.

## Demografia
Segons el cens del 2000, Cortland tenia 488 habitants, 198 habitatges, i 149 famílies. La densitat de població era de 724,7 habitants per km².
Dels 198 habitatges en un 34,8% hi vivien nens de menys de 18 anys, en un 65,7% hi vivien parelles casades, en un 8,1% dones solteres, i en un 24,7% no eren unitats familiars. En el 21,7% dels habitatges hi vivien persones soles el 7,6% de les quals corresponia a persones de 65 anys o més que vivien soles. El nombre mitjà de persones vivint en cada habitatge era de 2,46 i el nombre mitjà de persones que vivien en cada família era de 2,89.
Per edats la població es repartia de la següent manera: un 25,8% tenia menys de 18 anys, un 7,2% entre 18 i 24, un 30,1% entre 25 i 44, un 21,5% de 45 a 60 i un 15,4% 65 anys o més.
L'edat mediana era de 37 anys. Per cada 100 dones de 18 o més anys hi havia 96,7 homes.
La renda mediana per habitatge era de 40.694 $ i la renda mediana per família de 47.000 $. Els homes tenien una renda mediana de 31.583 $ mentre que les dones 23.000 $. La renda per capita de la població era de 17.053 $. Aproximadament el 2,7% de les famílies i el 4,3% de la població estaven per davall del llindar de pobresa.

## Poblacions més properes
El següent diagrama mostra les poblacions més properes.